# حدسيات مرسين
في الرياضيات، حدسيات ميرسن (بالإنجليزية: Mersenne conjectures)‏ تتعلق بالأعداد الأولية التي تأخذ شكل أعداد مرسين الأولية.

## حدسية ميرسين الأصلية
انظر إلى مارين مرسين.

## وصلات خارجية
- صفحات الأعداد الأولية. حدسية ميرسن.